# IndyCar Series 2025
Navigation
2024 2026
En 2025 a lieu le 118e championnat officiel des NTT IndyCar Series, le 30e sous l'ère des IndyCar Series.

## Repères en début de saison
Álex Palou commence la saison en tant que champion en titre de la discipline.
Josef Newgarden a pour sa part remporté les 500 miles d'Indianapolis 2024.

## Pilotes

### Débutant
- Louis Foster, champion 2024 de l'Indy NXT, s'engage avec Rahal Letterman Lanigan Racing[1].
- Robert Shwartzman, deuxième de Formule 2 en 2021, s'engage avec Prema Powerteam[2].
- Jacob Abel, deuxième de l'Indy NXT en 2024, s'engage avec Dale Coyne Racing[3].

### Transferts
- Christian Lundgaard quitte Rahal Letterman Lanigan Racing pour rejoindre Arrow McLaren[4].
- David Malukas quitte Meyer Shank Racing pour rejoindre A. J. Foyt Enterprise[5].
- Marcus Armstrong quitte Chip Ganassi Racing pour rejoindre Meyer Shank Racing[6].
- Alexander Rossi quitte Arrow McLaren pour rejoindre Ed Carpenter Racing[7].
- Sting Ray Robb quitte A.J. Foyt Enterprise pour rejoindre Juncos Hollinger Racing[8].
- Rinus VeeKay quitte Ed Carpenter Racing pour rejoindre Dale Coyne Racing[9].

### Retours
- Callum Ilott revient en IndyCar avec Prema Powerteam après seulement 2 courses en 2024[10].
- Devlin DeFranceso, après deux saisons avec Andretti Global, revient avec Rahal Letterman Lanigan Racing[11].

### Départs
- Romain Grosjean, 4 saisons de 2021 à 2024, devient réserviste chez Prema Powerteam[12].
- Jack Harvey, présent depuis 2017 à temps partiel et 2020 à temps plein, signe avec Dreyer & Reinbold Racing pour les 500 miles et ne courra donc pas à temps plein[13].
- Théo Pourchaire, 6 courses en 2024, n'est pas conservé par Arrow McLaren.
- Linus Lundqvist, recrue de l'année en 2024, n'est pas conservé par Chip Ganassi Racing.
- Katherine Legge, 2 saisons pleines en 2006 et 2007, 4 à temps partiel entre 2012 et 2024, dont 7 courses en 2024, n'est pas conservée par Dale Coyne Racing.
- Ed Carpenter, 22 saisons depuis 2003, dont 7 à temps plein, ne courra plus hors Indy 500 en 2025[14].
- Pietro Fittipaldi, 2 saisons à temps partiel en 2018 et 2021, une à temps plein en 2024, n'est pas conservé par Rahal Letterman Lanigan Racing.

## Équipes
- Prema Powerteam rejoint l'IndyCar avec deux voitures[15].
- Meyer Shank Racing passe d'un partenariat technique avec Andretti Global à un avec Chip Ganassi Racing[16].
- Chip Ganassi Racing passe de cinq à trois voitures[17].
- Michael Andretti vend ses actions d'Andretti Global, mais reste impliqué dans l'équipe[18].

## Listes des engagés
| Équipe                                  | Moteur    | No. | Pilote(s)           | Épreuve(s) |
| --------------------------------------- | --------- | --- | ------------------- | ---------- |
| A. J. Foyt Enterprises                  | Chevrolet | 4   | David Malukas       | Toutes     |
| A. J. Foyt Enterprises                  | Chevrolet | 14  | Santino Ferrucci    | Toutes     |
| Andretti Global                         | Honda     | 26  | Colton Herta        | Toutes     |
| Andretti Global                         | Honda     | 27  | Kyle Kirkwood       | Toutes     |
| Andretti Global                         | Honda     | 28  | Marcus Ericsson     | Toutes     |
| Andretti Global                         | Honda     | 98  | Marco Andretti      | 6          |
| Arrow McLaren                           | Chevrolet | 5   | Pato O'Ward         | Toutes     |
| Arrow McLaren                           | Chevrolet | 6   | Nolan Siegel        | Toutes     |
| Arrow McLaren                           | Chevrolet | 7   | Christian Lundgaard | Toutes     |
| Arrow McLaren                           | Chevrolet | 17  | Kyle Larson R       | 6          |
| Chip Ganassi Racing                     | Honda     | 8   | Kyffin Simpson      | Toutes     |
| Chip Ganassi Racing                     | Honda     | 9   | Scott Dixon         | Toutes     |
| Chip Ganassi Racing                     | Honda     | 10  | Álex Palou          | Toutes     |
| Dale Coyne Racing                       | Honda     | 18  | Rinus VeeKay        | Toutes     |
| Dale Coyne Racing avec Rick Ware Racing | Honda     | 51  | Jacob Abel R        | Toutes     |
| Dreyer & Reinbold Racing                | Chevrolet | 23  | Ryan Hunter-Reay    | 6          |
| Dreyer & Reinbold Racing                | Chevrolet | 24  | Jack Harvey         | 6          |
| Ed Carpenter Racing                     | Chevrolet | 20  | Alexander Rossi     | Toutes     |
| Ed Carpenter Racing                     | Chevrolet | 21  | Christian Rasmussen | Toutes     |
| Ed Carpenter Racing                     | Chevrolet | 33  | Ed Carpenter        | 6          |
| Juncos Hollinger Racing                 | Chevrolet | 76  | Conor Daly          | Toutes     |
| Juncos Hollinger Racing                 | Chevrolet | 77  | Sting Ray Robb      | Toutes     |
| Meyer Shank Racing                      | Honda     | 06  | Hélio Castroneves   | 6          |
| Meyer Shank Racing                      | Honda     | 60  | Felix Rosenqvist    | Toutes     |
| Meyer Shank Racing                      | Honda     | 66  | Marcus Armstrong    | Toutes     |
| Prema Powerteam                         | Chevrolet | 83  | Robert Shwartzman R | Toutes     |
| Prema Powerteam                         | Chevrolet | 90  | Callum Ilott        | Toutes     |
| Rahal Letterman Lanigan Racing          | Honda     | 15  | Graham Rahal        | Toutes     |
| Rahal Letterman Lanigan Racing          | Honda     | 30  | Devlin DeFrancesco  | Toutes     |
| Rahal Letterman Lanigan Racing          | Honda     | 45  | Louis Foster R      | Toutes     |
| Rahal Letterman Lanigan Racing          | Honda     | 75  | Takuma Satō         | 6          |
| Team Penske                             | Chevrolet | 2   | Josef Newgarden     | Toutes     |
| Team Penske                             | Chevrolet | 3   | Scott McLaughlin    | Toutes     |
| Team Penske                             | Chevrolet | 12  | Will Power          | Toutes     |

## Calendrier
Au États-Unis, les droits de diffusions passent de NBC à FOX,
| Rd. | Date       | Course                                                             | Piste                                      | Lieu                     |
| --- | ---------- | ------------------------------------------------------------------ | ------------------------------------------ | ------------------------ |
| 1   | 2 mars     | Grand Prix Firestone de St. Petersburg                             | U Circuit urbain de St. Petersburg         | St. Petersburg (Floride) |
| 2   | 23 mars    | Grand Prix automobile Thermal Club                                 | R Club Thermal                             | Thermal (Californie)     |
| 3   | 13 avril   | Grand Prix Acura de Long Beach                                     | U Circuit urbain de Long Beach             | Long Beach (Californie)  |
| 4   | 4 mai      | Grand Prix Hôpital pour Enfants Alabama                            | R Barber Motorsport Park                   | Leeds (Alabama)          |
| 5   | 10 mai     | Grand Prix Soniso d'Indianapolis                                   | R Indianapolis Motor Speedway              | Speedway (Indiana)       |
| 6   | 25 mai     | 500 miles d'Indianapolis, présenté par Gainbridge                  | O Indianapolis Motor Speedway              | Speedway (Indiana)       |
| 7   | 1 juin     | Grand Prix Chevrolet de Détroit                                    | U Circuit urbain de Détroit                | Détroit (Michigan)       |
| 8   | 15 juin    | 500 kilomètres Bommarito Automotive, présenté par Axalta et Aramco | O World Wide Technology Raceway            | Madison (Illinois)       |
| 9   | 22 juin    | Grand Prix Xpel d'Road America                                     | R Road America                             | Elkhart Lake (Wisconsin) |
| 10  | 6 juillet  | 200 miles Honda de Mid-Ohio                                        | R Mid-Ohio Sports Car Course               | Lexington (Ohio)         |
| 11  | 12 juillet | 275 tours de l'Iowa 1                                              | O Iowa Speedway                            | Newton (Iowa)            |
| 12  | 13 juillet | 275 tours de l'Iowa 2                                              | O Iowa Speedway                            | Newton (Iowa)            |
| 13  | 20 juillet | Concessionnaires de l'Ontario Honda Indy Toronto                   | U Parc des expositions de Toronto          | Toronto (Ontario)        |
| 14  | 27 juillet | Grand Prix automobile de Monterey                                  | R WeatherTech Raceway Laguna Seca          | Monterey (Californie)    |
| 15  | 10 août    | Grand Prix Bitnile de Portland                                     | R Portland International Raceway           | Portland (Oregon)        |
| 16  | 24 août    | 250 tours Snap-On de Milwaukee                                     | O Parc d'exposition de l'État du Wisconsin | West Allis (Wisconsin)   |
| 17  | 31 août    | 300 miles Big Machine de Nashville                                 | O Nashville Superspeedway                  | Lebanon (Tennessee)      |

- U : circuit urbain temporaire
- R : circuit routier
- O : circuit ovale

## Résultats
| Rd. | Course                                                                    | Pole Position       | Meilleur tour     | + de tours en tête | Vainqueur     | Vainqueur           | Vainqueur | Résumé |
| Rd. | Course                                                                    | Pole Position       | Meilleur tour     | + de tours en tête | Pilote        | Écurie              | Motoriste | Résumé |
| --- | ------------------------------------------------------------------------- | ------------------- | ----------------- | ------------------ | ------------- | ------------------- | --------- | ------ |
| 1   | Grand Prix Firestone de Saint-Petersburg                                  | Scott McLaughlin    | Josef Newgarden   | Scott McLaughlin   | Álex Palou    | Chip Ganassi Racing | Honda     | Résumé |
| 2   | Grand Prix INDYCAR Club Thermal                                           | Pato O'Ward         | Pato O'Ward       | Pato O'Ward        | Álex Palou    | Chip Ganassi Racing | Honda     | Résumé |
| 3   | Grand Prix Acura de Long Beach                                            | Kyle Kirkwood       | Kyffin Simpson    | Kyle Kirkwood      | Kyle Kirkwood | Andretti Global     | Honda     | Résumé |
| 4   | Grand Prix Hôpital pour Enfants en Alabama                                | Álex Palou          | Álex Palou        | Álex Palou         | Álex Palou    | Chip Ganassi Racing | Honda     | Résumé |
| 5   | Grand Prix Soniso d'Indianapolis                                          | Álex Palou          | Álex Palou        | Graham Rahal       | Álex Palou    | Chip Ganassi Racing | Honda     | Résumé |
| 6   | 500 miles d'Indianapolis présenté par Gainbridge                          | Robert Shwartzman   | Hélio Castroneves | Takuma Satō        | Álex Palou    | Chip Ganassi Racing | Honda     | Résumé |
| 7   | Grand Prix Chevrolet de Détroit                                           | Colton Herta        | Kyffin Simpson    | Kyle Kirkwood      | Kyle Kirkwood | Andretti Global     | Honda     | Résumé |
| 8   | 500 kilomètres Groupe Bommarito Automotive, présenté par Axalta et Aramco | Will Power          | Álex Palou        | David Malukas      | Kyle Kirkwood | Andretti Global     | Honda     | Résumé |
| 9   | Grand Prix Xpel d'Elkhart Lake                                            | Louis Foster        | Felix Rosenqvist  | Scott Dixon        | Álex Palou    | Chip Ganassi Racing | Honda     | Résumé |
| 10  | 200 miles Honda de Mid-Ohio                                               | Álex Palou          | Scott McLaughlin  | Álex Palou         | Scott Dixon   | Chip Ganassi Racing | Honda     | Résumé |
| 11  | 275 tours de l'Iowa 1                                                     | Josef Newgarden     | Pato O'Ward       | Josef Newgarden    | Pato O'Ward   | Arrow McLaren       | Chevrolet | Résumé |
| 12  | 275 tours de l'Iowa 2                                                     | Álex Palou          | David Malukas     | Álex Palou         | Álex Palou    | Chip Ganassi Racing | Honda     | Résumé |
| 13  | Concessionnaires de l'Ontario Honda Indy Toronto                          | Colton Herta        | Colton Herta      | Álex Palou         | Pato O'Ward   | Arrow McLaren       | Chevrolet | Résumé |
| 14  | Grand Prix automobile de Monterey                                         | Álex Palou          | Álex Palou        | Álex Palou         | Álex Palou    | Chip Ganassi Racing | Honda     | Résumé |
| 15  | Grand Prix Bitnile de Portland                                            | Christian Lundgaard | Álex Palou        | Will Power         | Will Power    | Team Penske         | Chevrolet | Résumé |
| 16  | 250 tours Snap-On de Milwaukee                                            |                     |                   |                    |               |                     |           | Résumé |
| 17  | 300 miles Big Machine de Nashville                                        |                     |                   |                    |               |                     |           | Résumé |

## Classements

### Système de points
- Les égalités sont départagées par le nombre de victoires, suivi du nombre de 2e, 3e, etc. ; puis en terminant en position lors de la course précédente ; puis par tirage au sort[43].

| Position | 1st | 2nd | 3rd | 4th | 5th | 6th | 7th | 8th | 9th | 10th | 11th | 12th | 13th | 14th | 15th | 16th | 17th | 18th | 19th | 20th | 21st | 22nd | 23rd | 24th | 25th+ |
| -------- | --- | --- | --- | --- | --- | --- | --- | --- | --- | ---- | ---- | ---- | ---- | ---- | ---- | ---- | ---- | ---- | ---- | ---- | ---- | ---- | ---- | ---- | ----- |
| Points   | 50  | 40  | 35  | 32  | 30  | 28  | 26  | 24  | 22  | 20   | 19   | 18   | 17   | 16   | 15   | 14   | 13   | 12   | 11   | 10   | 9    | 8    | 7    | 6    | 5     |

### Classement des pilotes
- Dans toutes les courses à l'exception de l'Indy 500, le qualifié en pole position gagne 1 point (sauf si les qualifications n'ont pas lieu)[44]. Les douze qualifiés pour l'Indy 500 ceux qui se qualifient pour la session rapide 12 reçoivent des points en fonction des résultats de cette session, en baisse des 12 points pour la première place[44].
- Les pilotes qui mènent au moins un tour de course reçoivent 1 point[43]. Le pilote qui mène le plus de tours au cours d'une course marque 2 points supplémentaires[43].
- Les changements de moteur initiés par les participants avant que le moteur n'atteigne la distance requise entraînent une perte de 10 points.

| Pos | Pilote              | STP | THC | LBH | ALA | IGP | INDY | DET | GAT  | ROA | MDO | IOW | IOW | TOR  | LAG | POR | MIL | NSH | Pts |
| --- | ------------------- | --- | --- | --- | --- | --- | ---- | --- | ---- | --- | --- | --- | --- | ---- | --- | --- | --- | --- | --- |
| 1   | Álex Palou          | 1L  | 1L  | 2   | 1L* | 1L  | 16L  | 25  | 8    | 1L  | 2L* | 5L  | 1L* | 12L* | 1L* | 3L  |     |     | 626 |
| 2   | Pato O'Ward         | 11  | 2L* | 13  | 6   | 2   | 33L  | 7L  | 2L   | 17  | 5   | 1L  | 5   | 1L   | 4   | 25L |     |     | 475 |
| 3   | Scott Dixon         | 2L  | 10  | 8L  | 12  | 5   | 204  | 11L | 4L   | 9L* | 1L  | 10  | 2   | 10   | 5   | 11  |     |     | 411 |
| 4   | Christian Lundgaard | 8L  | 3   | 3L  | 2   | 16  | 78   | 8   | 14   | 24L | 3   | 21  | 6   | 13   | 2   | 2   |     |     | 398 |
| 5   | Kyle Kirkwood       | 5   | 8   | 1L* | 11  | 8   | 32   | 1L* | 1L   | 4L  | 8   | 26  | 18L | 6    | 16  | 20  |     |     | 387 |
| 6   | Will Power          | 26  | 6   | 5   | 5   | 3   | 16   | 4L  | 27   | 14  | 26  | 3L  | 24  | 11   | 7   | 1L* |     |     | 342 |
| 7   | Felix Rosenqvist    | 7   | 5   | 4   | 13  | 10  | 45   | 21L | 16L  | 2L  | 6   | 17  | 7   | 19   | 24  | 9   |     |     | 337 |
| 8   | Colton Herta        | 16L | 4   | 7   | 7   | 25  | 14   | 3L  | 17   | 16  | 4L  | 13  | 20  | 4L   | 3   | 10  |     |     | 333 |
| 9   | Marcus Armstrong    | 24L | 7   | 14L | 17L | 7L  | 18   | 6   | 9    | 5   | 7   | 9L  | 3   | 14   | 8   | 8   |     |     | 332 |
| 10  | David Malukas       | 13  | 18  | 17  | 16  | 23  | 27L  | 14  | 12L* | 7L  | 17  | 12  | 4   | 9    | 13  | 19  |     |     | 287 |
| 11  | Scott McLaughlin    | 4L* | 27  | 6   | 3L  | 4   | 3010 | 12L | 24L  | 12L | 23  | 4   | 26  | 26   | 10  | 7   |     |     | 285 |
| 12  | Rinus VeeKay        | 9   | 17  | 19  | 4   | 9   | 27   | 27  | 7L   | 10  | 9   | 16  | 12  | 2L   | 23  | 17  |     |     | 272 |
| 13  | Christian Rasmussen | 15  | 12  | 23  | 15  | 19  | 6L   | 24L | 3L   | 18  | 25  | 6   | 8   | 20   | 9   | 12  |     |     | 257 |
| 14  | Santino Ferrucci    | 14  | 14  | 11  | 18  | 20  | 5    | 2   | 5L   | 3   | 16  | 8   | 15  | Ret  | 22  | 27  |     |     | 250 |
| 15  | Graham Rahal        | 12  | 11  | 22  | 14  | 6L* | 17   | 20  | 22   | 20  | 24  | 11  | 19  | 7    | 12  | 4L  |     |     | 246 |
| 16  | Alexander Rossi     | 10  | 9L  | 15  | 8   | 14  | 28L  | 10  | 11L  | 13  | 15  | 25  | 17  | 25   | 15  | 5   |     |     | 244 |
| 17  | Kyffin Simpson      | 18  | 15  | 10L | 21  | 27  | 25   | 5   | 15   | 6L  | 10L | 18  | 13  | 3    | 27  | 21  |     |     | 240 |
| 18  | Josef Newgarden     | 3L  | 13  | 27  | 10  | 12  | 22   | 9   | 25L  | 25  | 27  | 2L* | 10L | 24   | 11  | 24L |     |     | 239 |
| 19  | Conor Daly          | 17  | 16  | 25  | 19  | 15  | 8L   | 17  | 6L   | 22  | 19  | 7   | 16  | 15   | 14  | 26  |     |     | 220 |
| 20  | Marcus Ericsson     | 6   | 21  | 12  | 20  | 26  | 319  | 13  | 13L  | 21  | 12  | 15  | 22  | 5L   | 25  | 22  |     |     | 208 |
| 21  | Nolan Siegel        | 25  | 19  | 20  | 9   | 13  | 13   | 19  | 19   | 8   | 11  | 24  | Ret | 18   | 18L | 16  |     |     | 194 |
| 22  | Callum Ilott        | 19  | 26  | 21  | 23  | 22  | 33   | 26  | 18L  | 15  | 13  | 23  | 21  | 8    | 6   | 6   |     |     | 191 |
| 23  | Louis Foster R      | 27  | 24  | 16  | 26  | 11  | 12   | 22L | 26   | 11L | 14  | 14  | 14  | 21   | 17  | 13  |     |     | 189 |
| 24  | Robert Shwartzman R | 20  | 22  | 18  | 25  | 18  | 261L | 16  | 10   | 27  | 21  | 20  | 9   | 16   | 21  | 15  |     |     | 183 |
| 25  | Sting Ray Robb      | 21  | 23  | 9L  | 22  | 21  | 23   | 15  | 20   | 26  | 18  | 22  | 23  | 17   | 19  | 14  |     |     | 160 |
| 26  | Devlin DeFrancesco  | 22  | 20  | 24  | 24  | 17L | 11L  | 23  | 23   | 19  | 20  | 19  | 25  | 22   | 20  | 18  |     |     | 145 |
| 27  | Jacob Abel R        | 23  | 25  | 26  | 27  | 24  | NQ   | 18  | 21   | 23  | 22  | 27  | 11  | 23   | 26  | 23  |     |     | 107 |
| 28  | Takuma Satō         |     |     |     |     |     | 92L* |     |      |     |     |     |     |      |     |     |     |     | 36  |
| 29  | Hélio Castroneves   |     |     |     |     |     | 10   |     |      |     |     |     |     |      |     |     |     |     | 20  |
| 30  | Ed Carpenter        |     |     |     |     |     | 15L  |     |      |     |     |     |     |      |     |     |     |     | 16  |
| 31  | Jack Harvey         |     |     |     |     |     | 19L  |     |      |     |     |     |     |      |     |     |     |     | 12  |
| 32  | Ryan Hunter-Reay    |     |     |     |     |     | 21L  |     |      |     |     |     |     |      |     |     |     |     | 10  |
| 33  | Kyle Larson R       |     |     |     |     |     | 24   |     |      |     |     |     |     |      |     |     |     |     | 6   |
| 34  | Marco Andretti      |     |     |     |     |     | 29   |     |      |     |     |     |     |      |     |     |     |     | 5   |
| Pos | Pilote              | STP | THC | LBH | ALA | IGP | INDY | DET | GAT  | ROA | MDO | IOW | IOW | TOR  | LAG | POR | MIL | NSH | Pts |

| Couleur    | Résultat            |
| ---------- | ------------------- |
| Or         | Vainqueur           |
| Argent     | Deuxième            |
| Bronze     | Troisième           |
| Vert       | 4e ou 5e            |
| Bleu clair | 6e à 10e            |
| Bleu foncé | Autre pilote classé |
| Pourpre    | Abandon             |
| Rouge      | Non qualifié (NQ)   |
| Brun       | Retiré (Ret)        |
| Noir       | Disqualifié (DSQ)   |
| Blanc      | Non partant (DNS)   |
| Blanc      | Course annulée (C)  |
| Vide       | Non inscrit         |

| Notation |                                              |
| Gras     | Pole position (1 point; sauf Indy)           |
| Italique | Meilleur tour                                |
| L        | Leader tour de course (1 point)              |
| *        | Plus de tours en tête (2 points)             |
| 1–12     | Indy 500 "Fast Twelve" points bonus          |
| c        | Qualifications annulées (pas de point bonus) |
| RY       | Révélation de l'année                        |
| R        | Débutant                                     |

### Classement des voitures
- Seules les voitures qui courent pour l'entièreté du championnat sont comptabilisées dans ce tableau.

| Pos | Voiture                            | STP | THC | LBH | ALA | IGP | INDY | DET | GAT  | ROA | MDO | IOW | IOW | TOR  | LAG | POR | MIL | NSH | Pts |
| --- | ---------------------------------- | --- | --- | --- | --- | --- | ---- | --- | ---- | --- | --- | --- | --- | ---- | --- | --- | --- | --- | --- |
| 1   | Chip Ganassi Racing #10            | 1L  | 1L  | 2   | 1L* | 1L  | 16L  | 25  | 8    | 1L  | 2L* | 5L  | 1L* | 12L* | 1L* | 3L  |     |     | 626 |
| 2   | Arrow McLaren #5                   | 11  | 2L* | 13  | 6   | 2   | 33L  | 7L  | 2L   | 17  | 5   | 1L  | 5   | 1L   | 4   | 25L |     |     | 475 |
| 3   | Chip Ganassi Racing #9             | 2L  | 10  | 8L  | 12  | 5   | 204  | 11L | 4L   | 9L* | 1L  | 10  | 2   | 10   | 5   | 11  |     |     | 411 |
| 4   | Arrow McLaren #7                   | 8L  | 3   | 3L  | 2   | 16  | 78   | 8   | 14   | 24L | 3   | 21  | 6   | 13   | 2   | 2   |     |     | 398 |
| 5   | Andretti Global #27                | 5   | 8   | 1L* | 11  | 8   | 32   | 1L* | 1L   | 4L  | 8   | 26  | 18L | 6    | 16  | 20  |     |     | 387 |
| 6   | Team Penske #12                    | 26  | 6   | 5   | 5   | 3   | 16   | 4L  | 27   | 14  | 26  | 3L  | 24  | 11   | 7   | 1L* |     |     | 342 |
| 7   | Meyer Shank Racing #60             | 7   | 5   | 4   | 13  | 10  | 45   | 21L | 16L  | 2L  | 6   | 17  | 7   | 19   | 24  | 9   |     |     | 337 |
| 8   | Meyer Shank Racing #66             | 24L | 7   | 14L | 17L | 7L  | 18   | 6   | 9    | 5   | 7   | 9L  | 3   | 14   | 8   | 8   |     |     | 332 |
| 9   | Andretti Global #26                | 16L | 4   | 7   | 7   | 25  | 14   | 3L  | 17   | 16  | 4L  | 13  | 20  | 4L   | 3   | 10  |     |     | 323 |
| 10  | A.J Foyt Enterprises #4            | 13  | 18  | 17  | 16  | 23  | 27L  | 14  | 12L* | 7L  | 17  | 12  | 4   | 9    | 13  | 19  |     |     | 287 |
| 11  | Team Penske #3                     | 4L* | 27  | 6   | 3L  | 4   | 3010 | 12L | 24L  | 12L | 23  | 4   | 26  | 26   | 10  | 7   |     |     | 285 |
| 12  | Dale Coyne Racing #18              | 9   | 17  | 19  | 4   | 9   | 27   | 27  | 7L   | 10  | 9   | 16  | 12  | 2L   | 23  | 17  |     |     | 272 |
| 13  | Ed Carpenter Racing #21            | 15  | 12  | 23  | 15  | 19  | 6L   | 24L | 3L   | 18  | 25  | 6   | 8   | 20   | 9   | 12  |     |     | 257 |
| 14  | A.J Foyt Enterprises #14           | 14  | 14  | 11  | 18  | 20  | 5    | 2   | 5L   | 3   | 16  | 8   | 15  | Ret  | 22  | 27  |     |     | 250 |
| 15  | Rahal Letterman Lanigan Racing #15 | 12  | 11  | 22  | 14  | 6L* | 17   | 20  | 22   | 20  | 24  | 11  | 19  | 7    | 12  | 4L  |     |     | 246 |
| 16  | Ed Carpenter Racing #20            | 10  | 9L  | 15  | 8   | 14  | 28L  | 10  | 11L  | 13  | 15  | 25  | 17  | 25   | 15  | 5   |     |     | 244 |
| 17  | Chip Ganassi Racing #8             | 18  | 15  | 10L | 21  | 27  | 25   | 5   | 15   | 6L  | 10L | 18  | 13  | 3    | 27  | 21  |     |     | 240 |
| 18  | Team Penske #2                     | 3L  | 13  | 27  | 10  | 12  | 22   | 9   | 25L  | 25  | 27  | 2L* | 10L | 24   | 11  | 24L |     |     | 239 |
| 19  | Juncos Hollinger Racing #76        | 17  | 16  | 25  | 19  | 15  | 8L   | 17  | 6L   | 22  | 19  | 7   | 16  | 15   | 14  | 26  |     |     | 220 |
| 20  | Andretti Global #28                | 6   | 21  | 12  | 20  | 26  | 319  | 13  | 13L  | 21  | 12  | 15  | 22  | 5L   | 25  | 22  |     |     | 208 |
| 21  | Arrow McLaren #6                   | 25  | 19  | 20  | 9   | 13  | 13   | 19  | 19   | 8   | 11  | 24  | Ret | 18   | 18L | 16  |     |     | 194 |
| 22  | Prema Powerteam #90                | 19  | 26  | 21  | 23  | 22  | 33   | 26  | 18L  | 15  | 13  | 23  | 21  | 8    | 6   | 6   |     |     | 191 |
| 23  | Rahal Letterman Lanigan Racing #45 | 27  | 24  | 16  | 26  | 11  | 12   | 22L | 26   | 11L | 14  | 14  | 14  | 21   | 17  | 13  |     |     | 189 |
| 24  | Prema Powerteam #83                | 20  | 22  | 18  | 25  | 18  | 261L | 16  | 10   | 27  | 21  | 20  | 9   | 16   | 21  | 15  |     |     | 173 |
| 25  | Juncos Hollinger Racing #77        | 21  | 23  | 9L  | 22  | 21  | 23   | 15  | 20   | 26  | 18  | 22  | 23  | 17   | 19  | 14  |     |     | 160 |
| 26  | Rahal Letterman Lanigan Racing #30 | 22  | 20  | 24  | 24  | 17L | 11L  | 23  | 23   | 19  | 20  | 19  | 25  | 22   | 20  | 18  |     |     | 145 |
| 27  | Dale Coyne Racing #51              | 23  | 25  | 26  | 27  | 24  | NQ   | 18  | 21   | 23  | 22  | 27  | 11  | 23   | 26  | 23  |     |     | 107 |
| Pos | Voiture                            | STP | THC | LBH | ALA | IGP | INDY | DET | GAT  | ROA | MDO | IOW | IOW | TOR  | LAG | POR | MIL | NSH | Pts |

### Classement des motoristes
- La pole rapporte 1 point, sauf lors des 500 Miles d'Indianapolis où elle en rapporte 3.
- La victoire rapporte 5 points.

| Pos | Motoriste | STP | THC | LBH | ALA | IGP | INDY | DET | GAT | ROA | MDO | IOW | IOW | TOR | LAG | POR | MIL | NSH | Bonus | Pts  |
| --- | --------- | --- | --- | --- | --- | --- | ---- | --- | --- | --- | --- | --- | --- | --- | --- | --- | --- | --- | ----- | ---- |
| 1   | Honda     | 1   | 1   | 1   | 1   | 1   | 1    | 1   | 1   | 1   | 1   | 5   | 1   | 2   | 1   | 3   |     |     |       | 1292 |
| 1   | Honda     | 2   | 4   | 2   | 4   | 5   | 4    | 2   | 4   | 2   | 2   | 9   | 2   | 3   | 3   | 4   |     |     |       | 1292 |
| 1   | Honda     | 95  | 87  | 96  | 88  | 86  | 87   | 96  | 87  | 96  | 96  | 52  | 96  | 76  | 91  | 62  |     |     |       | 1292 |
| 2   | Chevrolet | 3   | 2   | 3   | 2   | 2   | 2    | 3   | 2   | 3   | 3   | 1   | 4   | 1   | 2   | 1   |     |     |       | 1099 |
| 2   | Chevrolet | 4   | 3   | 5   | 3   | 3   | 3    | 6   | 3   | 7   | 5   | 2   | 5   | 8   | 4   | 2   |     |     |       | 1099 |
| 2   | Chevrolet | 68  | 76  | 65  | 75  | 75  | 78   | 63  | 76  | 61  | 65  | 96  | 62  | 79  | 72  | 96  |     |     |       | 1099 |
| Pos | Motoriste | STP | THC | LBH | ALA | IGP | INDY | DET | GAT | ROA | MDO | IOW | IOW | TOR | LAG | POR | MIL | NSH | Bonus | Pts  |